# Палаццо Кавалли-Франкетти
Палаццо Кавалли-Франкетти (итал. Palazzo Cavalli Franchetti) — дворец в Венеции, в районе Сан-Марко, на Гранд-канале, рядом с мостом Академии. Начиная с 1999 года, во дворце располагается Институт наук, литературы и искусства (итал. Istituto Veneto di Scienze, Lettere e Arti).

## История
Дворец был построен в XV веке. В 1871—1882 реконструирован под руководством архитекторов Джамбаттисты Медуны (итал. Giovanni Battista Meduna) и Камилло Бойто (итал. Camillo Boito), фактически, полностью перестроен с сохранением форм поздней готики.

## Галерея

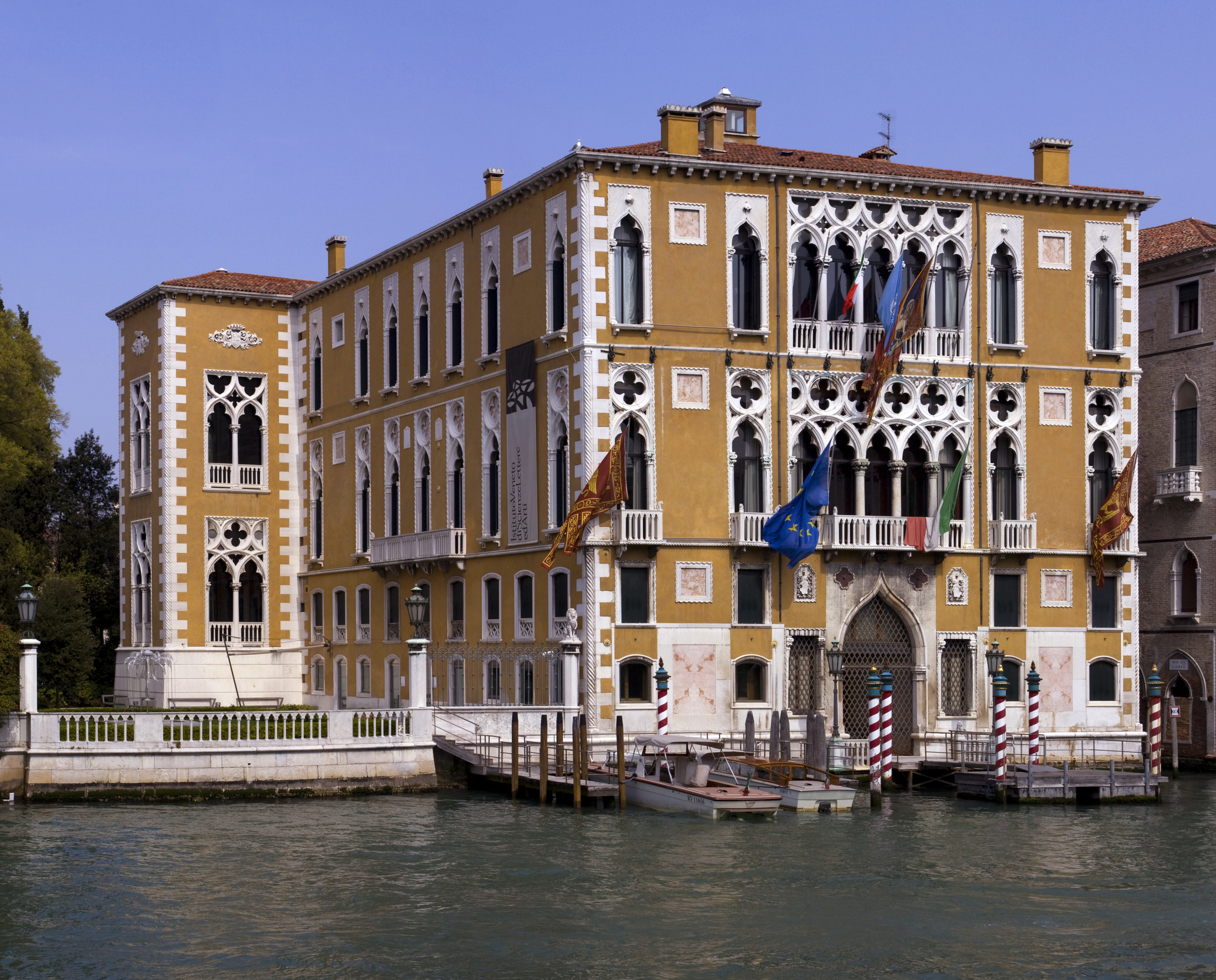
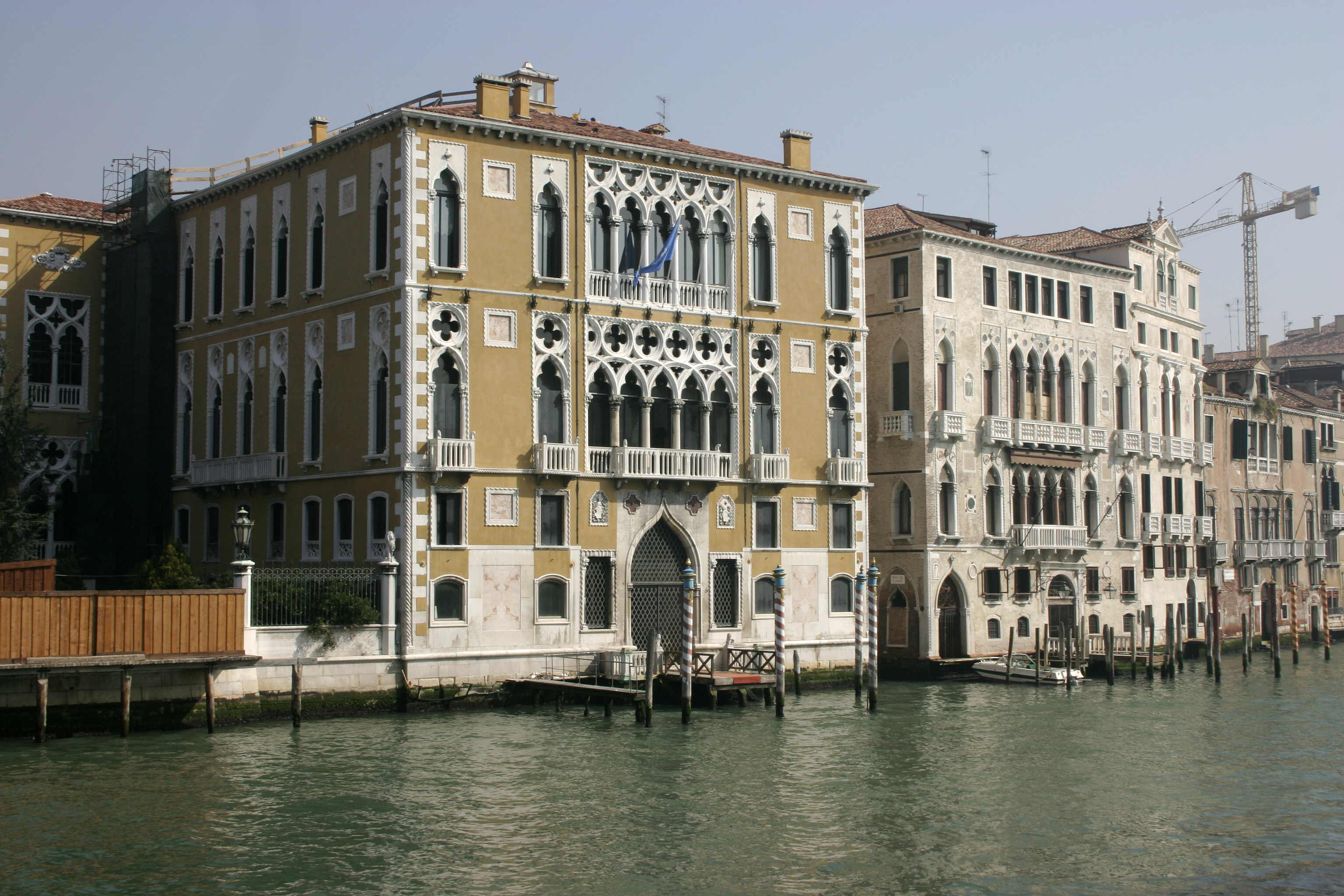
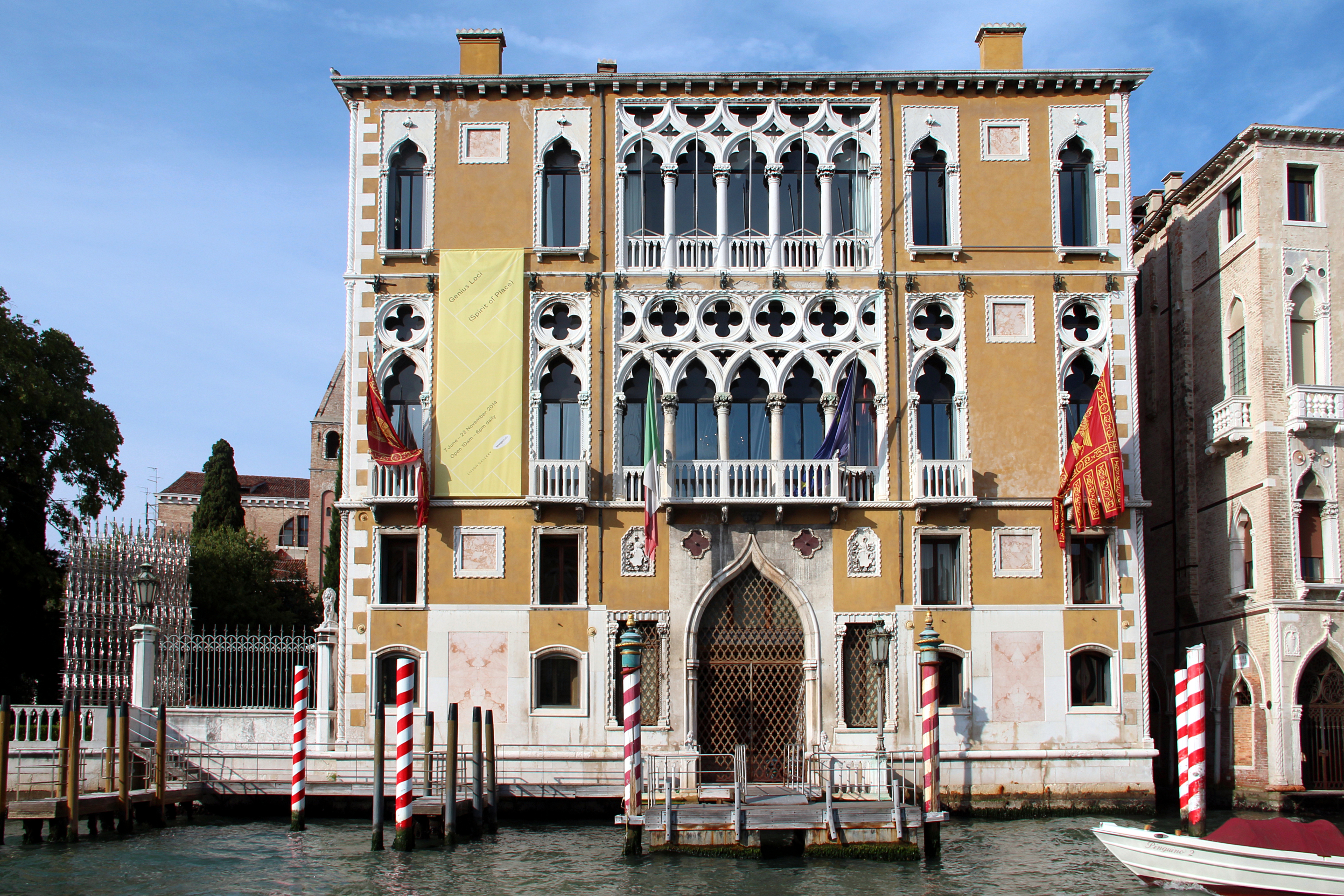
Южный фасад дворца Кавалли-Франкетти